# Gustaf Rabe (militär)
Gustaf Julius Rabe, född den 3 januari 1872 i Stockholm, död där den 15 juni 1937, var en svensk militär. Han var son till Julius Rabe och bror till Pehr Rabe. 
Rabe blev underlöjtnant vid Fortifikationen 1893 och löjtnant där 1896. Efter tjänstgöring som aspirant vid Generalstaben 1899–1902 blev han kapten 1904.  Rabe var lärare vid Krigshögskolan 1906–1912 och samtidigt vid Artilleri- och ingenjörhögskolan 1907–1909. Han var fortikationsofficer vid IV. arméfördelningen 1910–1914, fortifikationsbefälhavare i Karlskrona 1915–1920 och fortifikationsstabsofficer 1920–1922. Rabe befordrades till major 1915 och överstelöjtnant 1918. Han var chef för Göta ingenjörkår 1922–1926 och för Svea ingenjörkår 1926–1931. Rabe blev överste 1923 och övergick som sådan till Fortifikationens reserv 1931. Han var medarbetare i verket Fortifikationens historia (IV:1, 1904) och redaktör för Tidskrift i fortifikation 1907–1914. Rabe invaldes som ledamot av Örlogsmannasällskapet 1918 och av Krigsvetenskapsakademien 1919. Han blev riddare av Svärdsorden 1914 och av Nordstjärneorden 1922 samt kommendör av andra klassen av Svärdsorden 1926 och kommendör av första klassen 1929. Rabe vilar på Solna kyrkogård.